# Ścieżki dźwiękowe z serii Rewrite
Rewrite to powieść wizualna opracowana przez Key i wydana przez VisualArt’s w 2011 roku. Jej spin-off zatytułowany Rewrite Harvest festa! został wydany w 2012 roku. Studio 8-Bit zaadaptowało ją do 24-odcinkowego telewizyjnego serialu anime w reżyserii Tensho, które było emitowane w latach 2016-2017. Dyskografia gier i anime Rewrite składa się z siedmiu singli, dwóch ścieżek dźwiękowych i pięciu remix albumów. Trzon dyskografii stanowią dwa albumy ze ścieżkami dźwiękowymi, oddzielne dla Rewrite i Harvest festa!. Ścieżki dźwiękowe zostały wyprodukowane przez wytwórnię muzyczną Key Sounds Label i wydane w 2011 i 2012 roku. Zawarte na nich utwory skomponowali i zaaranżowali Jun Maeda, Shinji Orito, Maiko Iuchi, Sōshi Hosoi i Ryō Mizutsuki. W latach 2011–2017 wydano siedem singli z piosenkami przewodnimi z powieści wizualnych i anime. Remix albumy zawierają utwory z gier zremiksowane przez różnych artystów i wydane w latach 2011-2016.

## Albumy

### Soil
Soil jest remix albumem, który zawiera wybór utworów z powieści wizualnej Rewrite, zremiksowanych przez różnych artystów. Utwory te skomponowali i wyprodukowali Shinji Orito, Maiko Iuchi, Sōshi Hosoi i Ryō Mizutsuki. Album ten został wydany jako dodatek, dołączony do limitowanej edycji gry Rewrite, 24 czerwca 2011 roku przez Key Sounds Label z numerem katalogowym KSLA-0070. W rezultacie nie był sprzedawany indywidualnie. Album zawiera jedną płytę z dziesięcioma zremiksowanymi utworami muzyki tła z powieści wizualnej. Annabel wykonała piosenkę „Reply”.
| Lista utworów | Lista utworów                            | Lista utworów                                    | Lista utworów                 | Lista utworów |
| Nr            | Tytuł utworu                             | Muzyka                                           | Aranżacja                     | Długość       |
| ------------- | ---------------------------------------- | ------------------------------------------------ | ----------------------------- | ------------- |
| 1.            | „Hinagiku” (ヒナギク)                    | Maiko Iuchi                                      | Keiji Inai (Imagine)          | 3:37          |
| 2.            | „Sanka” (散花)                           | Ryō Mizutsuki                                    | Nakayama Raiden               | 3:51          |
| 3.            | „Watabōshi” (綿帽子)                     | Sōshi Hosoi                                      | Shōhei Tsuchiya (Zuntata)     | 4:16          |
| 4.            | „Phobia”                                 | Sōshi Hosoi                                      | Sōichirō Sakamto (Supersweep) | 4:09          |
| 5.            | „Asagao” (アサガオ)                      | Maiko Iuchi                                      | Manyo (Little Wing)           | 4:08          |
| 6.            | „Exploration”                            | Shinji Orito                                     | Maki Kirioka (Procyon Studio) | 4:02          |
| 7.            | „Genkyō ～ Nirinsō” (幻境 ～ ニリンソウ) | Ryō Mizutsuki („Genkyō”) Sōshi Hosoi („Nirinsō”) | Technouchi                    | 5:11          |
| 8.            | „Retribution”                            | Shinji Orito                                     | Soyo Oka                      | 4:22          |
| 9.            | „Reply” (Wykonanie: Annabel)             | Shinji Orito                                     | Myu                           | 4:38          |
| 10.           | „Anthurium” (アンスリウム)               | Ryō Mizutsuki                                    | Hideki Sakamoto (Noisycroak)  | 4:07          |
|               |                                          |                                                  |                               | 42:21         |

### Rewrite Original Soundtrack
Album Rewrite Original Soundtrack, będący ścieżką dźwiękową powieści wizualnej Rewrite, został wydany 12 sierpnia 2011 roku podczas 80. Comiket w Japonii przez Key Sounds Label z numerami katalogowymi od KSLA-0073 do KSLA-0075. Jego szersza dystrybucja rozpoczęła się 28 października 2011 roku. Ścieżka dźwiękowa składa się z trzech płyt z 63 utworami, które skomponowali, zaaranżowali i wyprodukowali Jun Maeda, Shinji Orito, Maiko Iuchi, Sōshi Hosoi, Ryō Mizutsuki, Anant-Garde Eyes, MintJam, Donmaru, Manyo i Manack. Czterech wokalistów zaśpiewało siedem piosenek: Runa Mizutani zaśpiewała „Philosophyz” i „Yami no kanata e”, Aoi Tada zaśpiewała „Watari no uta” i „Canoe”, Nagi Yanagi zaśpiewała „Koibumi” i „Itsuwaranai kimi e”, a zespół Psychic Lover wykonał „Rewrite”.
| Płyta 1 | Płyta 1                                                                                | Płyta 1             | Płyta 1             | Płyta 1 |
| Nr      | Tytuł utworu                                                                           | Muzyka              | Aranżacja           | Długość |
| ------- | -------------------------------------------------------------------------------------- | ------------------- | ------------------- | ------- |
| 1.      | „Philosophyz” (Słowa: Yūto Tonokawa; Wykonanie: Runa Mizutani)                         | Shinji Orito        | MintJam             | 4:51    |
| 2.      | „Tabi” (旅)                                                                            | Jun Maeda           | Anant-Garde Eyes    | 1:54    |
| 3.      | „Mebuki” (芽吹き)                                                                      | Ryō Mizutsuki       | Ryō Mizutsuki       | 3:26    |
| 4.      | „Fertilizer”                                                                           | Shinji Orito        | Maiko Iuchi         | 2:49    |
| 5.      | „Karai” (花蕾)                                                                         | Maiko Iuchi         | Maiko Iuchi         | 3:51    |
| 6.      | „Kajitsu” (果実)                                                                       | Ryō Mizutsuki       | Ryō Mizutsuki       | 2:12    |
| 7.      | „Raised Bed”                                                                           | Ryō Mizutsuki       | Ryō Mizutsuki       | 4:36    |
| 8.      | „Nirinsō” (ニリンソウ)                                                                 | Sōshi Hosoi         | Sōshi Hosoi         | 3:08    |
| 9.      | „Asagao” (アサガオ)                                                                    | Maiko Iuchi         | Maiko Iuchi         | 2:30    |
| 10.     | „Anthurium” (アンスリウム)                                                             | Ryō Mizutsuki       | Ryō Mizutsuki       | 2:45    |
| 11.     | „Carnation” (カーネーション)                                                           | Shinji Orito        | Maiko Iuchi         | 2:41    |
| 12.     | „Sunbright” (サンブライト)                                                             | Shinji Orito        | MintJam             | 3:38    |
| 13.     | „Hinagiku” (ヒナギク)                                                                  | Maiko Iuchi         | Maiko Iuchi         | 2:58    |
| 14.     | „Honesty”                                                                              | Shinji Orito        | Maiko Iuchi         | 3:16    |
| 15.     | „Shinsō shinrin” (深層森林)                                                            | Maiko Iuchi         | Maiko Iuchi         | 2:09    |
| 16.     | „Exploration”                                                                          | Shinji Orito        | Shinji Orito        | 3:49    |
| 17.     | „Tōdo” (凍土)                                                                          | Sōshi Hosoi         | Sōshi Hosoi         | 2:47    |
| 18.     | „Kappanbyō” (褐斑病)                                                                   | Maiko Iuchi         | Maiko Iuchi         | 2:33    |
| 19.     | „Watabōshi” (綿帽子)                                                                   | Sōshi Hosoi         | Sōshi Hosoi         | 2:37    |
| 20.     | „DIS is a Pain”                                                                        | Shinji Orito        | Shinji Orito        | 1:39    |
| 21.     | „Eruptible”                                                                            | Shinji Orito        | Shinji Orito        | 2:28    |
| 22.     | „Yami no kanata e” (闇の彼方へ) (Słowa: Yūichirō Tsukagoshi; Wykonanie: Runa Mizutani) | Yūichirō Tsukagoshi | Yūichirō Tsukagoshi | 5:14    |
|         |                                                                                        |                     |                     | 1:07:51 |

| Płyta 2 | Płyta 2                                            | Płyta 2       | Płyta 2         | Płyta 2 |
| Nr      | Tytuł utworu                                       | Muzyka        | Aranżacja       | Długość |
| ------- | -------------------------------------------------- | ------------- | --------------- | ------- |
| 1.      | „Rewrite” (Słowa: Yoffy; Wykonanie: Psychic Lover) | Yoffy         | Kenichiro Ōishi | 3:55    |
| 2.      | „Retribution”                                      | Shinji Orito  | Shinji Orito    | 2:19    |
| 3.      | „Potted One”                                       | Maiko Iuchi   | Maiko Iuchi     | 3:02    |
| 4.      | „YO-SHI-NO”                                        | Shinji Orito  | Shinji Orito    | 2:13    |
| 5.      | „Sorrowless”                                       | Shinji Orito  | Maiko Iuchi     | 2:58    |
| 6.      | „Yuriha” (揺葉)                                    | Shinji Orito  | Maiko Iuchi     | 3:36    |
| 7.      | „Sanka” (散花)                                     | Ryō Mizutsuki | Ryō Mizutsuki   | 3:36    |
| 8.      | „Genkyō” (幻境)                                    | Ryō Mizutsuki | Ryō Mizutsuki   | 3:29    |
| 9.      | „Kari” (刈り)                                      | Maiko Iuchi   | Maiko Iuchi     | 2:34    |
| 10.     | „Scene of Carnage”                                 | Maiko Iuchi   | Maiko Iuchi     | 2:11    |
| 11.     | „Scene of Carnage Aggressiveness”                  | Maiko Iuchi   | Maiko Iuchi     | 2:11    |
| 12.     | „Phobic”                                           | Sōshi Hosoi   | Sōshi Hosoi     | 1:33    |
| 13.     | „Phobia”                                           | Sōshi Hosoi   | Sōshi Hosoi     | 3:35    |
| 14.     | „Scene Shifts There”                               | Ryō Mizutsuki | Ryō Mizutsuki   | 4:22    |
| 15.     | „Kuroboshibyō” (黒星病)                            | Sōshi Hosoi   | Sōshi Hosoi     | 2:25    |
| 16.     | „Koshi” (枯死)                                     | Sōshi Hosoi   | Sōshi Hosoi     | 2:16    |
| 17.     | „Finale”                                           | Maiko Iuchi   | Maiko Iuchi     | 2:36    |
| 18.     | „Reply”                                            | Shinji Orito  | Ryō Mizutsuki   | 4:48    |
| 19.     | „Toxoplasma”                                       | Sōshi Hosoi   | Sōshi Hosoi     | 2:46    |
| 20.     | „Minori” (実り)                                    | Ryō Mizutsuki | Ryō Mizutsuki   | 2:58    |
| 21.     | „Philosophy of Ours”                               | Shinji Orito  | Manack          | 3:45    |
| 22.     | „Philosophy of Yours”                              | Shinji Orito  | Shinji Orito    | 3:14    |
| 23.     | „Exploration2 Symphonic”                           | Shinji Orito  | Manack          | 4:01    |
|         |                                                    |               |                 | 1:10:23 |

| Płyta 3 | Płyta 3                                                                                                | Płyta 3                 | Płyta 3             | Płyta 3 |
| Nr      | Tytuł utworu                                                                                           | Muzyka                  | Aranżacja           | Długość |
| ------- | --- | ----------------------- | ------------------- | ------- |
| 1.      | „Philosophyz (GT Ver.)”                                                                                | Shinji Orito            | MintJam             | 4:53    |
| 2.      | „Rewrite (instrumental)”                                                                               | Yoffy                   | Kenichiro Ōishi     | 3:55    |
| 3.      | „Remembrance”                                                                                          | Shinji Orito            | Manack              | 4:26    |
| 4.      | „Daichi” (大地)                                                                                        | Sōshi Hosoi             | Sōshi Hosoi         | 2:27    |
| 5.      | „Radiance”                                                                                             | Sōshi Hosoi             | Sōshi Hosoi         | 3:18    |
| 6.      | „Koiuta” (恋歌) (Wykonanie: Nagi Yanagi)                                                               | Shinji Orito            | Manyo               | 2:44    |
| 7.      | „Koibumi” (恋文) (Słowa: Yūto Tonokawa; Wykonanie: Nagi Yanagi)                                        | Shinji Orito            | Manyo               | 6:28    |
| 8.      | „Itsuwaranai kimi e” (偽らない君へ) (Słowa: Ryukishi07; Wykonanie: Nagi Yanagi)                        | Shinji Orito            | Shōji Morifuji      | 6:46    |
| 9.      | „Watari no uta” (渡りの詩) (Słowa: Jun Maeda; Wykonanie: Aoi Tada)                                     | Jun Maeda               | Anant-Garde Eyes    | 4:15    |
| 10.     | „Canoe” (Słowa: Jun Maeda i Romeo Tanaka; Wykonanie: Aoi Tada)                                         | Jun Maeda               | Anant-Garde Eyes    | 6:06    |
| 11.     | „Hinagiku (orgel Ver.)” (ヒナギク)                                                                     | Maiko Iuchi             | Donmaru             | 3:02    |
| 12.     | „Philosophyz (Game size Ver)” (Słowa: Yūto Tonokawa; Wykonanie: Runa Mizutani)                         | Shinji Orito            | MintJam             | 2:57    |
| 13.     | „Rewrite (Game size Ver)” (Słowa: Yoffy; Wykonanie: Psychic Lover)                                     | Yoffy                   | Kenichiro Ōishi     | 1:33    |
| 14.     | „Yami no kanata e (Game size Ver)” (闇の彼方へ) (Słowa: Yūichirō Tsukagoshi; Wykonanie: Runa Mizutani) | Yūichirō Tsukagoshi     | Yūichirō Tsukagoshi | 3:27    |
| 15.     | „Koibumi (Game size Ver)” (恋文) (Słowa: Yūto Tonokawa; Wykonanie: Nagi Yanagi)                        | Shinji Orito            | Manyo               | 4:24    |
| 16.     | „Itsuwaranai kimi e (Game size Ver)” (偽らない君へ) (Słowa: Ryukishi07; Wykonanie: Nagi Yanagi)        | Shinji Orito            | Shōji Morifuji      | 4:11    |
| 17.     | „Bonus Track (Horobi no uta)” (Bonus Track (滅びの歌))                                                 | Jun Maeda, Shinji Orito |                     | 1:30    |
| 18.     | „Bonus Track (Lucia chakushin'on)” (Bonus Track (ルチア着信音))                                        | Shinji Orito            |                     | 1:07    |
|         | |                         |                     | 1:07:29 |

### Branch
Branch jest remix albumem, który zawiera wybór utworów z powieści wizualnej Rewrite zremiksowanych przez różnych artystów. Album skomponowali i wyprodukowali Jun Maeda, Shinji Orito, Maiko Iuchi, Sōshi Hosoi i Ryō Mizutsuki. Album został wydany w dniu 29 grudnia 2011 roku podczas 81. Comiket w Japonii przez Key Sounds Label z numerem katalogowym KSLA-0076. Album zawiera osiem zremiksowanych utworów muzyki tła z powieści wizualnej. Trzy wokalistki zaśpiewały pięć piosenek: Annabel wykonała „Orbita”, Mao zaśpiewała „Fertilizer” i „Kajitsu Renka”, a Nagi Yanagi zaśpiewała „Little Forest” i „Reply”.
| Lista utworów | Lista utworów                                                     | Lista utworów | Lista utworów   | Lista utworów |
| Nr            | Tytuł utworu                                                      | Muzyka        | Aranżacja       | Długość       |
| ------------- | ----------------------------------------------------------------- | ------------- | --------------- | ------------- |
| 1.            | „Tabi” (旅)                                                       | Jun Maeda     | Keiji Inai      | 2:30          |
| 2.            | „Fertilizer” (Słowa: Ryukishi07; Wykonanie: Mao)                  | Shinji Orito  | Manyo           | 5:09          |
| 3.            | „Nirinsō” (ニリンソウ)                                            | Sōshi Hosoi   | Maki Kirioka    | 4:15          |
| 4.            | „Little Forest” (Słowa i wykonanie: Nagi Yanagi)                  | Maiko Iuchi   | Maki Kirioka    | 4:41          |
| 5.            | „Orbita” (Słowa: Ayaha i Manyo; Wykonanie: Annabel)               | Maiko Iuchi   | Manyo           | 5:03          |
| 6.            | „Kajitsu renka” (過日憐歌) (Słowa: Yūto Tonokawa; Wykonanie: Mao) | Ryō Mizutsuki | Hideki Sakamoto | 6:09          |
| 7.            | „Daichi ～ Radiance” (大地 ～ Radiance)                           | Sōshi Hosoi   | Hideki Sakamoto | 5:26          |
| 8.            | „Reply” (Słowa i wykonanie: Nagi Yanagi)                          | Shinji Orito  | Keiji Inai      | 5:12          |
|               |                                                                   |               |                 | 38:25         |

### Feast
Feast to album ze ścieżką dźwiękową z powieści wizualnej Rewrite Harvest festa!. Po raz pierwszy został wydany wraz z grą 27 lipca 2012 roku w Japonii przez Key Sounds Label z numerem katalogowym KSLA-0081. Na jednej płycie znalazło się 14 utworów muzycznych, które skomponowali, zaaranżowali i wyprodukowali  Shinji Orito, Maiko Iuchi, Sōshi Hosoi, Ryō Mizutsuki, Yūichirō Tsukagoshi z NanosizeMir i Manabu Miwa. Aoi Tada zaśpiewała obie wersje „Harves”, a Runa Mizutani z NanosizeMir – obie wersje „Sasayaka na Hajimar”.
| Lista utworów | Lista utworów                                                                                              | Lista utworów       | Lista utworów             | Lista utworów |
| Nr            | Tytuł utworu                                                                                               | Muzyka              | Aranżacja                 | Długość       |
| ------------- | --- | ------------------- | ------------------------- | ------------- |
| 1.            | „Harvest” (Słowa: Yūto Tonokawa; Wykonanie: Aoi Tada)                                                      | Maiko Iuchi         | Maiko Iuchi               | 4:10          |
| 2.            | „Irrigated Land”                                                                                           | Yūichirō Tsukagoshi | Yūichirō Tsukagoshi       | 3:32          |
| 3.            | „Houga” (萌芽)                                                                                             | Shinji Orito        | Shinji Orito, Manabu Miwa | 4:20          |
| 4.            | „Moonbright” (ムーンブライト)                                                                              | Shinji Orito        | Ryō Mizutsuki             | 3:34          |
| 5.            | „Quaesitor”                                                                                                | Sōshi Hosoi         | Sōshi Hosoi               | 3:26          |
| 6.            | „Fight for nowhere”                                                                                        | Shinji Orito        | Shinji Orito              | 3:00          |
| 7.            | „Winners!”                                                                                                 | Shinji Orito        | Shinji Orito              | 1:06          |
| 8.            | „Redemptor”                                                                                                | Sōshi Hosoi         | Sōshi Hosoi               | 3:41          |
| 9.            | „Ai o susugu” (愛を濯ぐ)                                                                                   | Maiko Iuchi         | Ryō Mizutsuki             | 4:52          |
| 10.           | „Yotsuyu” (夜露)                                                                                           | Shinji Orito        | Manabu Miwa               | 4:48          |
| 11.           | „Sasayaka na hajimari” (ささやかなはじまり) (Słowa: NanosizeMir; Wykonanie: Runa Mizutani)                 | Yūichirō Tsukagoshi | Yūichirō Tsukagoshi       | 5:56          |
| 12.           | „Irrigated Land (echo)”                                                                                    | Yūichirō Tsukagoshi | Yūichirō Tsukagoshi       | 3:32          |
| 13.           | „Harvest (Game size Ver)” (Słowa: Yūto Tonokawa; Wykonanie: Aoi Tada)                                      | Maiko Iuchi         | Maiko Iuchi               | 1:39          |
| 14.           | „Sasayaka na hajimari (Game size Ver)” (ささやかなはじまり) (Słowa: NanosizeMir; Wykonanie: Runa Mizutani) | Yūichirō Tsukagoshi | Yūichirō Tsukagoshi       | 2:20          |
|               | |                     |                           | 49:56         |

### Dye Mixture
Dye Mixture to remix album z utworami z powieści wizualnych Rewrite i Rewrite Harvest festa! zaaranżowanymi w wersjach rockowych. Został wydany 29 grudnia 2012 roku podczas 83. Comiket w Japonii przez Key Sounds Label z numerem katalogowym KSLA-0091. Album zawiera jedną płytę z dziesięcioma utworami zaaranżowanymi przez rockową grupę MintJam. Piosenki wykonały trzy wokalistki: Aoi Tada zaśpiewała „Harvest”, Nagi Yanagi zaśpiewała „Koibumi”, a Runa Mizutani zaśpiewała „Sasayaka na hajimari”. Album skomponowali i wyprodukowali Shinji Orito, Sōshi Hosoi, Maiko Iuchi i NanosizeMir.
| Lista utworów | Lista utworów                                                                              | Lista utworów       | Lista utworów | Lista utworów |
| Nr            | Tytuł utworu                                                                               | Muzyka              | Aranżacja     | Długość       |
| ------------- | ------------------------------------------------------------------------------------------ | ------------------- | ------------- | ------------- |
| 1.            | „Harvest” (Słowa: Yūto Tonokawa; Wykonanie: Aoi Tada)                                      | Maiko Iuchi         | a2c, Terra    | 4:11          |
| 2.            | „Potted One”                                                                               | Maiko Iuchi         | Terra         | 2:57          |
| 3.            | „Kari” (刈り)                                                                              | Maiko Iuchi         | a2c, Terra    | 2:54          |
| 4.            | „Fight for nowhere”                                                                        | Shinji Orito        | a2c           | 3:46          |
| 5.            | „Sorrowless”                                                                               | Shinji Orito        | a2c, Terra    | 3:27          |
| 6.            | „Remembrance”                                                                              | Shinji Orito        | a2c, Terra    | 3:47          |
| 7.            | „Koibumi” (恋文) (Słowa: Yūto Tonokawa; Wykonanie: Nagi Yanagi)                            | Shinji Orito        | a2c           | 6:26          |
| 8.            | „Radiance”                                                                                 | Sōshi Hosoi         | a2c           | 4:53          |
| 9.            | „Reply”                                                                                    | Shinji Orito        | a2c           | 5:00          |
| 10.           | „Sasayaka na hajimari” (ささやかなはじまり) (Słowa: NanosizeMir; Wykonanie: Runa Mizutani) | Yūichirō Tsukagoshi | a2c           | 5:54          |
|               |                                                                                            |                     |               | 43:15         |

### Crann Mór
Crann Mór (z irl. „wielkie drzewo”) to remix album z utworami z powieści wizualnej Rewrite. Został wydany 29 grudnia 2015 roku podczas 89. Comiket w Japonii przez Key Sounds Label z numerem katalogowym KSLA-0112. Album składa się z jednej płyty z 12 utworami, które zaaranżował Hideki Higuchi. Aoi Tada zaśpiewała piosenki „Kono ki no shita de” oraz „Sleeping Forest”. Album skomponowali i wyprodukowali Jun Maeda, Shinji Orito, Maiko Iuchi, Sōshi Hosoi i Ryō Mizutsuki.
| Lista utworów | Lista utworów                                                          | Lista utworów | Lista utworów |
| Nr            | Tytuł utworu                                                           | Muzyka        | Długość       |
| ------------- | ---------------------------------------------------------------------- | ------------- | ------------- |
| 1.            | „Tabi” (旅)                                                            | Jun Maeda     | 4:04          |
| 2.            | „Mebuki” (芽吹き)                                                      | Ryō Mizutsuki | 4:20          |
| 3.            | „Karai” (花蕾)                                                         | Maiko Iuchi   | 3:30          |
| 4.            | „Asagao” (アサガオ)                                                    | Maiko Iuchi   | 3:11          |
| 5.            | „Nirinsō” (ニリンソウ)                                                 | Sōshi Hosoi   | 6:20          |
| 6.            | „Kono ki no shita de” (この木の下で) (Tekst: Kai; Wykonanie: Aoi Tada) | Ryō Mizutsuki | 6:48          |
| 7.            | „Raised Bed”                                                           | Ryō Mizutsuki | 4:18          |
| 8.            | „Remembrance”                                                          | Shinji Orito  | 5:00          |
| 9.            | „Sorrowless”                                                           | Shinji Orito  | 3:37          |
| 10.           | „Yuriha” (揺葉)                                                        | Shinji Orito  | 3:45          |
| 11.           | „Hinagiku” (ヒナギク)                                                  | Maiko Iuchi   | 3:58          |
| 12.           | „Sleeping Forest” (Tekst: Kai; Wykonanie: Aoi Tada)                    | Ryō Mizutsuki | 6:07          |
|               |                                                                        |               | 54:58         |

### Selene
Selene to remix album z utworami z powieści wizualnych Rewrite i Rewrite Harvest festa!. Album ten został wydany jako dodatek, dołączony do gry Rewrite+, 29 lipca 2016 roku przez Key Sounds Label z numerem katalogowym KSLA-0116. Album zawiera jedną płytę z jedenastoma utworami zremiksowanymi przez różnych artystów.
| Lista utworów | Lista utworów                                                                           | Lista utworów | Lista utworów                   | Lista utworów |
| Nr            | Tytuł utworu                                                                            | Muzyka        | Aranżacja                       | Długość       |
| ------------- | --------------------------------------------------------------------------------------- | ------------- | ------------------------------- | ------------- |
| 1.            | „Philosophyz (Yūma Mizonokuchi remix)” (Tekst: Yūto Tonokawa; Wykonanie: Runa Mizutani) | Shinji Orito  | Yūma Mizonokuchi                | 4:43          |
| 2.            | „DIS is a Pain (morbid Rock mix)”                                                       | Shinji Orito  | Irus                            | 3:38          |
| 3.            | „Eruptible (Freezer Remix)”                                                             | Shinji Orito  | Freezer                         | 4:17          |
| 4.            | „Quaesitor (Sōshi Namai Remix)”                                                         | Sōshi Hosoi   | Shōya Namai                     | 5:04          |
| 5.            | „Sunbright (ALR Remix)” (サンブライト) (Tekst: Ryukishi07; Wykonanie: Ayaka Kitazawa)   | Shinji Orito  | Masayoshi Minoshima             | 5:37          |
| 6.            | „Redemptor (Digital Universum ver)”                                                     | Sōshi Hosoi   | Shoyu                           | 4:24          |
| 7.            | „Phobia (LU-I Remix)”                                                                   | Sōshi Hosoi   | LU-I                            | 5:48          |
| 8.            | „Finale (Kissing the Mirror Mix)”                                                       | Maiko Iuchi   | Wooming, Kenkawa, Akira Natsuki | 4:09          |
| 9.            | „Retribution (Muzik Servant & Freezer Remix)”                                           | Shinji Orito  | Muzik Servant, Freezer          | 4:12          |
| 10.           | „Fight for nowhere (Kissing the Mirror Mix)”                                            | Shinji Orito  | Wooming                         | 3:51          |
| 11.           | „Kari (Yūma Mizonokuchi remix)” (刈り)                                                  | Maiko Iuchi   | Yūma Mizonokuchi                | 4:01          |
|               |                                                                                         |               |                                 | 49:44         |

## Single

### Philosophyz
„Philosophyz” to singel do powieści wizualnej Rewrite zawierający pierwszą piosenkę otwierającą i jedną z piosenek kończących grę, obie śpiewane przez Runę Mizutani z grupy muzycznej dōjin NanosizeMir. Singel został wydany 28 stycznia 2011 roku w Japonii przez Key Sounds Label numerem katalogowym KSLA-0067. Zawiera on sześć utworów będących oryginalnymi, skróconymi i instrumentalnymi wersjami „Philosophyz” i „Yami no kanata e”. Utwory skomponowali, zaaranżowali i wyprodukowali Shinji Orito, Yūto Tonokawa, MintJam i Yūichirō Tsukagoshi z NanosizeMir.
| Lista utworów | Lista utworów                                                                                           | Lista utworów       | Lista utworów       | Lista utworów |
| Nr            | Tytuł utworu                                                                                            | Muzyka              | Aranżacja           | Długość       |
| ------------- | --- | ------------------- | ------------------- | ------------- |
| 1.            | „Philosophyz” (Słowa: Yūto Tonokawa; Wykonanie: Runa Mizutani)                                          | Shinji Orito        | MintJam             | 4:52          |
| 2.            | „Yami no kanata e” (闇の彼方へ) (Słowa: Yūichirō Tsukagoshi; Wykonanie: Runa Mizutani)                  | Yūichirō Tsukagoshi | Yūichirō Tsukagoshi | 5:16          |
| 3.            | „Philosophyz (Game size Ver.)” (Słowa: Yūto Tonokawa; Wykonanie: Runa Mizutani)                         | Shinji Orito        | MintJam             | 2:58          |
| 4.            | „Yami no kanata e (Game size Ver.)” (闇の彼方へ) (Słowa: Yūichirō Tsukagoshi; Wykonanie: Runa Mizutani) | Yūichirō Tsukagoshi | Yūichirō Tsukagoshi | 3:27          |
| 5.            | „Philosophyz (off vocal Ver.)”                                                                          | Shinji Orito        | MintJam             | 4:52          |
| 6.            | „Yami no kanata e (off vocal ver.)” (闇の彼方へ)                                                        | Yūichirō Tsukagoshi | Yūichirō Tsukagoshi | 5:15          |
|               | |                     |                     | 26:40         |

### Rewrite
„Rewrite” to singel zespołu Psychic Lover wydany 27 maja 2011 roku w Japonii przez Key Sounds Label z numerem katalogowym KSLA-0069. „Rewrite” został użyty jako drugi utwór wprowadzający w powieści wizualnej Rewrite. Singel zawiera cztery utwory będące  oryginalnymi, skróconymi, pozbawionymi wokalu i instrumentalnymi wersjami „Rewrite”.
Wszystkie utwory skomponował i napisał do nich słowa Yoffy, a zaaranżował Kenichiro Ōishi.
| Lista utworów | Lista utworów                 | Lista utworów |
| Nr            | Tytuł utworu                  | Długość       |
| ------------- | ----------------------------- | ------------- |
| 1.            | „Rewrite”                     | 3:55          |
| 2.            | „Rewrite (Game size Ver.)”    | 1:33          |
| 3.            | „Rewrite (off vocal Ver.)”    | 3:55          |
| 4.            | „Rewrite (Instrumental Ver.)” | 3:53          |
|               |                               | 13:16         |

### Philosophyz / Sasayaka na hajimari
„Philosophyz / Sasayaka na hajimari” (jap. ささやかなはじまり) to singel do serialu anime Rewrite studia 8-Bit wydany 27 czerwca 2016 roku w Japonii przez Key Sounds Label z numerem katalogowym KSLA-0118. Zawiera piosenkę otwierającą oraz kończącą w pełnych, telewizyjnych i instrumentalnych wersjach. Obie są remiksami motywów z powieści wizualnych Rewrite i Rewrite Harvest festa!, a zaśpiewała je Runa Mizutani z NanosizeMir. Utwory skomponowali i wyprodukowali Shinji Orito i Yūichirō Tsukagoshi.
| Lista utworów | Lista utworów | Lista utworów       | Lista utworów       | Lista utworów |
| Nr            | Tytuł utworu | Muzyka              | Aranżacja           | Długość       |
| ------------- | --- | ------------------- | ------------------- | ------------- |
| 1.            | „Philosophyz (TV animation ver.)” (Tekst: Yūto Tonokawa; Wykonanie: Runa Mizutani)                                               | Shinji Orito        | MintJam             | 4:54          |
| 2.            | „Sasayaka na hajimari (TV animation ver.)” (ささやかなはじまり) (Tekst: Yūichirō Tsukagoshi; Wykonanie: Runa Mizutani)           | Yūichirō Tsukagoshi | Yūichirō Tsukagoshi | 5:53          |
| 3.            | „Philosophyz (TV animation ver.) (TV Size)” (Tekst: Yūto Tonokawa; Wykonanie: Runa Mizutani)                                     | Shinji Orito        | MintJam             | 1:39          |
| 4.            | „Sasayaka na hajimari (TV animation ver.) (TV Size)” (ささやかなはじまり) (Tekst: Yūichirō Tsukagoshi; Wykonanie: Runa Mizutani) | Yūichirō Tsukagoshi | Yūichirō Tsukagoshi | 1:31          |
| 5.            | „Philosophyz (TV animation ver.) (Instrumental)”                                                                                 | Shinji Orito        | MintJam             | 4:53          |
| 6.            | „Sasayaka na hajimari (TV animation ver.) (Instrumental)” (ささやかなはじまり)                                                   | Yūichirō Tsukagoshi | Yūichirō Tsukagoshi | 5:52          |
|               | |                     |                     | 24:42         |

### End of the World / Hetakuso na uta
„End of the World / Hetakuso na uta” (jap. へたくそな唄) to singel Anri Kumaki do anime Rewrite wydany 21 września 2016 w Japonii przez Key Sounds Label z numerem katalogowym KSLA-0120. Wszystkie utwory skomponował i napisał do nich słowa Jun Maeda, a zaaranżował Manyo.
| Lista utworów | Lista utworów                                   | Lista utworów |
| Nr            | Tytuł utworu                                    | Długość       |
| ------------- | ----------------------------------------------- | ------------- |
| 1.            | „End of the World”                              | 5:15          |
| 2.            | „Hetakuso na uta” (へたくそな唄)                | 6:27          |
| 3.            | „End of the World (TV size)”                    | 1:34          |
| 4.            | „End of the World (Instrumental)”               | 5:13          |
| 5.            | „Hetakuso na uta (Instrumental)” (へたくそな唄) | 6:29          |
|               |                                                 | 24:58         |

### Word of Dawn / Okiraku kyūsai
„Word of Dawn / Okiraku kyūsai” (jap. おきらく☆きゅうさい) to singel Aoi Tady do anime Rewrite wydany 21 września 2016 w Japonii przez Key Sounds Label z numerem katalogowym KSLA-0121. Słowa do wszystkich utworów napisał Kai, a muzykę skomponował Tomohiro Takeshita.
| Lista utworów | Lista utworów                                         | Lista utworów |
| Nr            | Tytuł utworu                                          | Długość       |
| ------------- | ----------------------------------------------------- | ------------- |
| 1.            | „Word of Dawn”                                        | 4:44          |
| 2.            | „Okiraku kyūsai” (おきらく☆きゅうさい)                | 4:25          |
| 3.            | „Word of Dawn (TV size)”                              | 1:35          |
| 4.            | „Word of Dawn (Instrumental)”                         | 4:45          |
| 5.            | „Okiraku kyūsai (Instrumental)” (おきらく☆きゅうさい) | 4:27          |
|               |                                                       | 19:56         |

### Last Desire
„Last Desire” to singel Maon Kurosaki do anime Rewrite wydany 22 marca 2017 roku w Japonii przez Key Sounds Label z numerem katalogowym KSLA-0129. Słowa do wszystkich utworów napisał Kai, muzykę skomponował Shinji Orito, a aranżacji dokonał Ryōsuke Shigenaga.
| Lista utworów | Lista utworów                 | Lista utworów |
| Nr            | Tytuł utworu                  | Długość       |
| ------------- | ----------------------------- | ------------- |
| 1.            | „Last Desire”                 | 4:10          |
| 2.            | „Ignis Memory”                | 4:56          |
| 3.            | „Last Desire (TV size)”       | 1:35          |
| 4.            | „Last Desire (Instrumental)”  | 4:10          |
| 5.            | „Ignis Memory (Instrumental)” | 4:54          |
|               |                               | 19:45         |

### Instincts
„Instincts” to singel Runy Mizutani do anime Rewrite wydany 22 marca 2017 roku w Japonii przez Key Sounds Label z numerem katalogowym KSLA-0130. Słowa do wszystkich utworów napisał Kai, muzykę skomponował Donmaru, a aranżacji dokonał Yūichirō Tsukagoshi.
| Lista utworów | Lista utworów                 | Lista utworów |
| Nr            | Tytuł utworu                  | Długość       |
| ------------- | ----------------------------- | ------------- |
| 1.            | „Instincts”                   | 5:24          |
| 2.            | „Cradles Tale”                | 5:44          |
| 3.            | „Instincts (TV size)”         | 1:37          |
| 4.            | „Instincts (Instrumental)”    | 5:24          |
| 5.            | „Cradles Tale (Instrumental)” | 5:42          |
|               |                               | 23:51         |

## Notowania
| Album                                | Data wydania     | Wytwórnia                         | Format | Najwyższa pozycja na liście Oricon |
| ------------------------------------ | ---------------- | --------------------------------- | ------ | ---------------------------------- |
| Rewrite Original Soundtrack          | 12 sierpnia 2011 | Key Sounds Label (KSLA-0073–0075) | CD     | 96                                 |
| „Philosophyz / Sasayaka na hajimari” | 27 czerwca 2016  | Key Sounds Label (KSLA-0118)      | CD     | 37                                 |
| „End of the World / Hetakuso na uta” | 21 września 2016 | Key Sounds Label (KSLA-0120)      | CD     | 23                                 |
| „Word of Dawn / Okiraku kyūsai”      | 21 września 2016 | Key Sounds Label (KSLA-0121)      | CD     | 29                                 |